# جزيرة زيليوني
جزيرة زيليوني (بالروسية: Зелёный) هي جزيرة تقع في الروافد الدنيا لنهر الدون، في روستوف أوبلاست بروسيا.

## وصف
يبلغ طوله 4 كيلومترات (من الغرب إلى الشرق). الجزيرة تتوفر على غطاء نباتي.
يتم عبور الجزيرة من الشمال إلى الجنوب بواسطة خط السكك الحديدية المكهربة أحادي المسار Razvilka-Bataisk.

صور
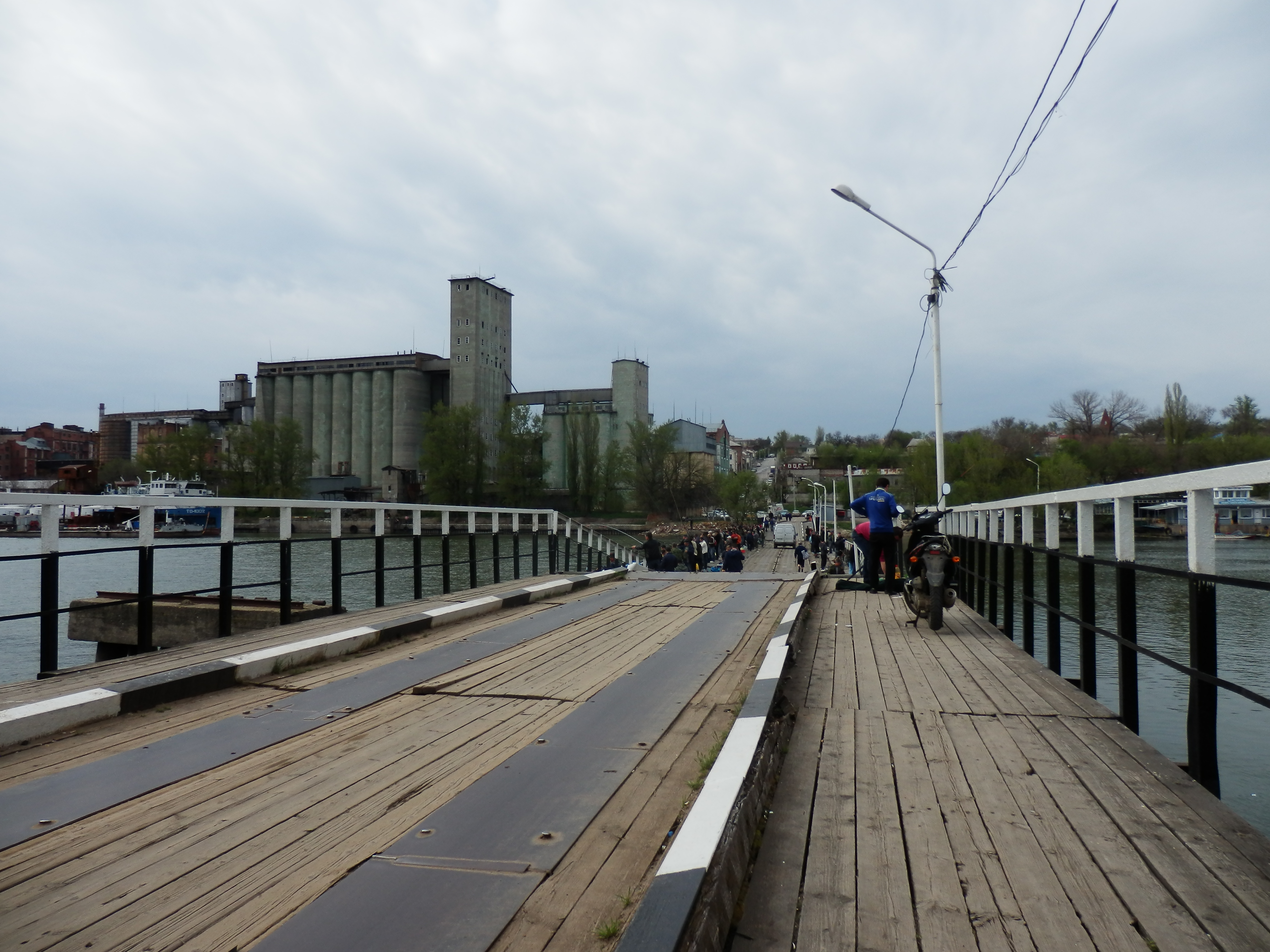
جسر عائم في الجزيرة
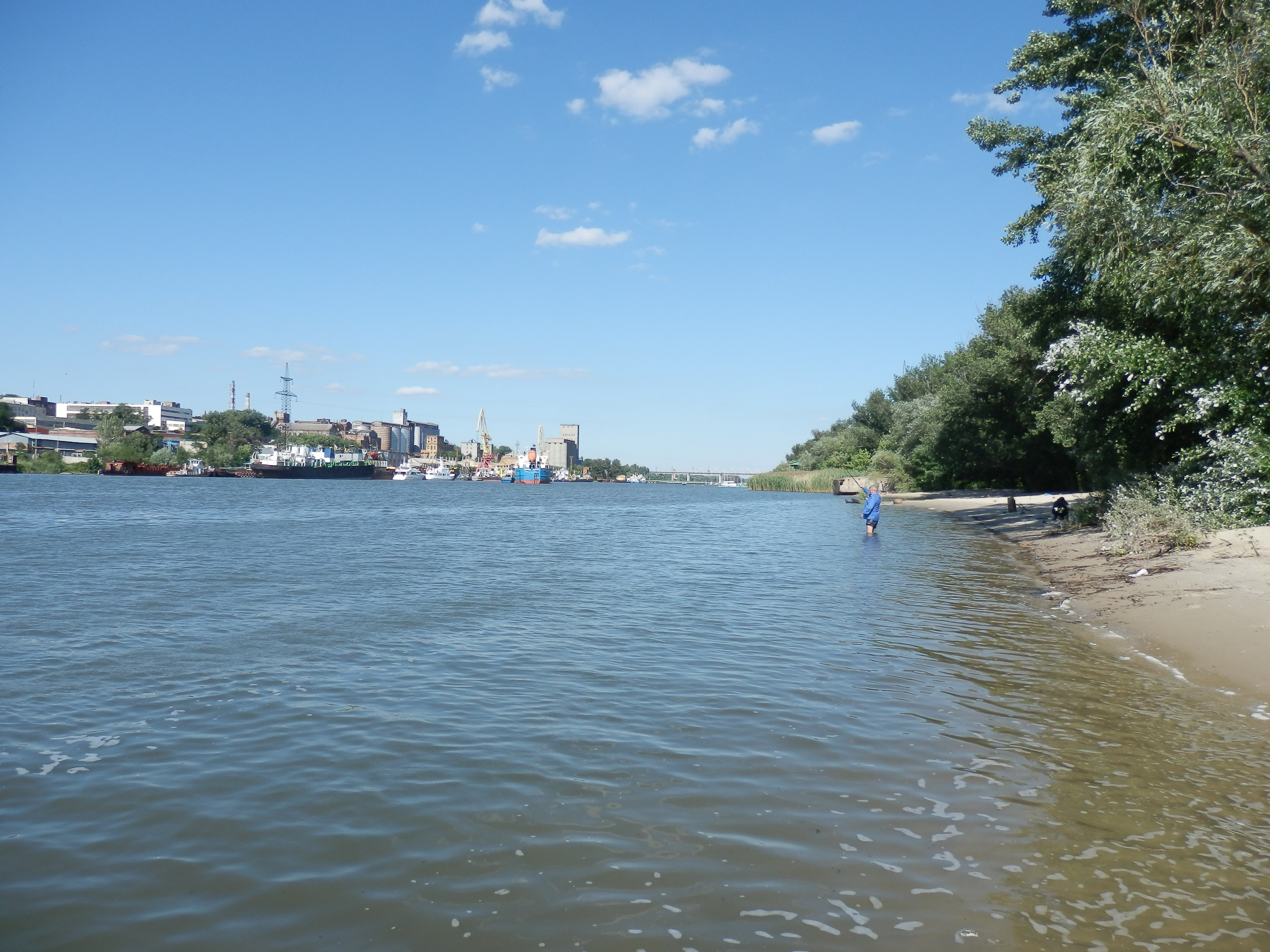
شاطئ رملي في الجزء الغربي من الجزيرة
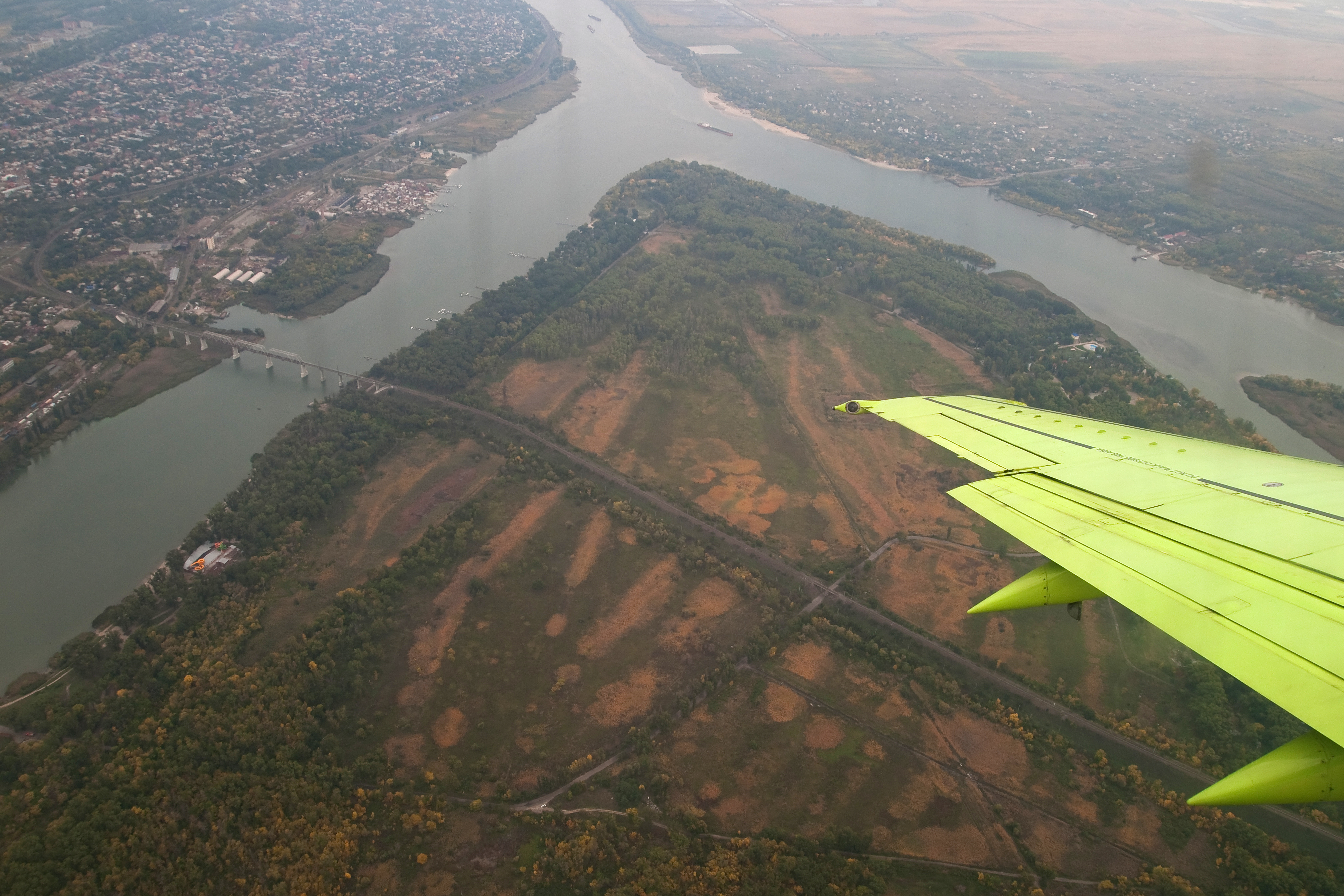

## روابط خارجية
- Zelyony Island
- Zelyony Island in Rostov-on-Don